# Anna O'Flanagan
Anna O'Flanagan (Dublin, 18 februari 1990) is een Iers hockeyspeler.
Op haar 10e begin O'Flanagan met hockeyen. In juli 2010 speelde ze haar eerste interland, tegen Schotland. Tijdens het wereldkampioenschap van 2018 bereikte O'Flanagan met haar team de finale.
Eerder kwam ze uit voor Hermes HC, UCD Ladies HC en Hermes-Monkstown HC. In het seizoen 2017/18 speelde O'Flanagan bij HC Bloemendaal, dat ze aan het eind van dat seizoen inruilde voor Pinoké.